# Zankî, Nijîn
Zankî (în ucraineană Заньки) este o comună în raionul Nijîn, regiunea Cernihiv, Ucraina, formată numai din satul de reședință.

## Demografie
Componența lingvistică a comunei Zankî
     Ucraineană (99,51%)
     Alte limbi (0,5%)
Conform recensământului din 2001, majoritatea populației comunei Zankî era vorbitoare de ucraineană (99,51%), existând în minoritate și vorbitori de alte limbi.

## Personalități născute aici
- Maria Zankovețka (1854 - 1934), actriță ucraineană.